# Алексей Мамикин
Алексей Мамикин (на руски: Алексей Мамыкин) е съветски футболист и треньор. Майстор на спорта на СССР. Почетен треньор на РСФСР (1970).

## Национален отбор
Мамикин дебютира за СССР на 10 септември 1961 г. в приятелски мач срещу Австрия. Той играе на Световното първенство през 1962 г. и вкарва гол в груповата фаза срещу Уругвай.

## Отличия

### Отборни
Динамо Москва
- Съветска Висша лига: 1957